# S-Stoff

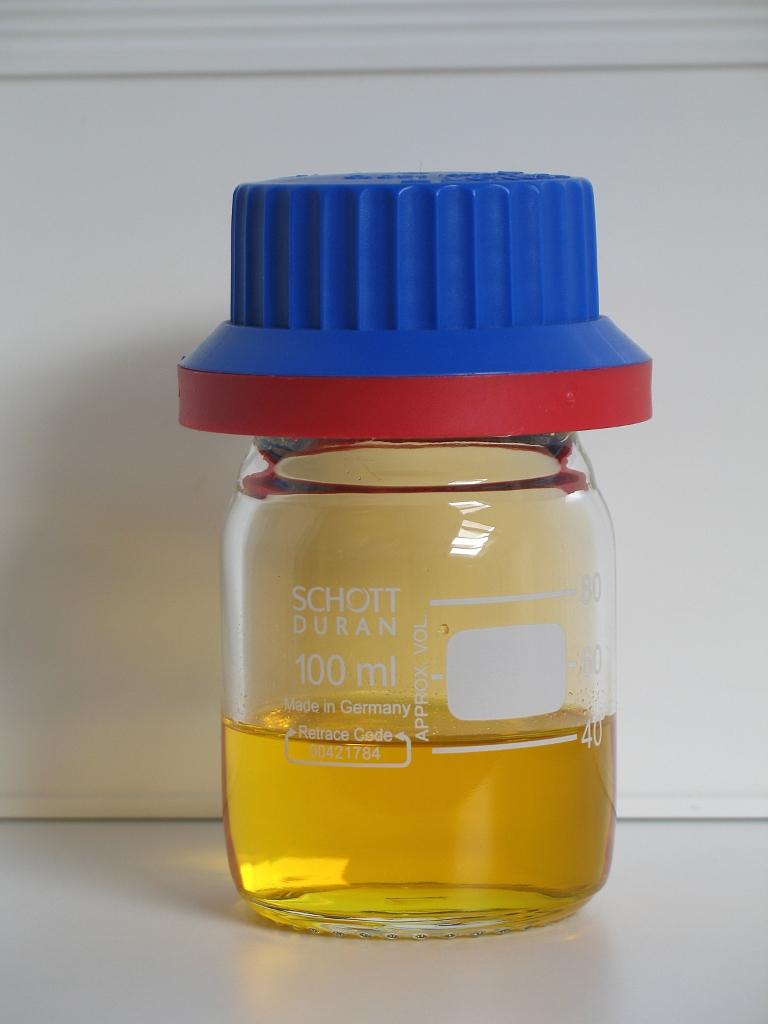
Flacon d'acide nitrique fumant rouge.

 (septembre 2024).
Si vous disposez d'ouvrages ou d'articles de référence ou si vous connaissez des sites web de qualité traitant du thème abordé ici, merci de compléter l'article en donnant les références utiles à sa vérifiabilité et en les liant à la section « Notes et références ».
S-Stoff, en français : « substance S », était le nom donné pendant la Seconde Guerre mondiale par les ingénieurs allemands à l'acide nitrique fumant rouge (un mélange d'acide nitrique HNO3 concentré (90 à 97 % en fraction massique) stabilisé à l'acide sulfurique H2SO4 ou au perchlorure de fer FeCl3). 

## Utilisation
Le S-Stoff était utilisé comme ergol oxydant dans les recherches sur la propulsion des fusées.